# Batalla de Friedlingen
La batalla de Friedlingen (en alemany Batalla de Käferholz) es va lliurar el 14 d'octubre del 1702 a Burg Friedlingen (Marcgraviat de Baden / Sacre Imperi Germànic) en el marc de la Guerra de Successió Espanyola enfrontant l'exèrcit imperial comandat pel Marcgravi de Baden-Baden amb les tropes de l'aliança borbònica del Duc de Villars. El resultat en fou una victòria tàctica de les tropes borbòniques que forçaren la retirada de les tropes imperials.

## Antecedents
En el marc de la Guerra de Successió Espanyola, a la tardor del 1702, el comandant de la fortalesa francesa de Huningue (Alsàcia) va rebre l'ordre d'avançar en direcció a Suàbia amb la missió d'unir-se a les tropes del seu aliat, el Príncep de Baviera. L'objectiu final de la campanya del rhin era, un cop reunits els exèrcits francesos i bavaresos, caure sobre viena i derrotar els exèrcits imperials.
Per a l'inici de la campanya del Rhin s'escollí la fortificació de Burg Friedlingen, situada prop de la frontera germano-suïssa i a uns 60 km al sud de la Friburg perquè en aquella regió resultava més fàcil travessar el riu Rin.

## Batalla
La matinada del 14 d'octubre del 1702, entre 17.000 i 20.000 soldats francesos, amb 33 canons i sota el comandament del Duc de Villars, travessaren el Rin i destruïren la fortalesa de Burg Friedlingen. Les tropes imperials, a les ordres del Marcgravi de Baden-Baden tenien per objectiu impedir l'avenç de les tropes franceses i a tal fi s'havien atrinxerat diversos regiments d'infanteria al bosc de Käferholz, mentre esquadrons de cavalleria havien pres posicions prop de la muntanya de Tüllingen.
Amparats per les trinxeres, els imperials varen rebutjar els diversos atacs de les tropes franceses fins que finalment, en caure la nit, es retiraren cap al nord, deixant d'aquesta manera el camp de batalla en mans dels borbònics. Les tropes imperials havien sofert unes baixes de 335 morts i 742 ferits, per uns 1.703 morts i 2.601 ferits dels francesos.

## Conseqüències
Per bé que els francesos quedaren en possessió del camp de batalla, les altes baixes en comparació amb les imperials i el fet de no reixir en l'objectiu de trencar el front per endinsar-se cap a la Suàbia, deixen a la batalla un resultat neutral. Malgrat això, se sol atribuir la victòria als borbònics per la retirada de les tropes imperials.
Després de devastar la riba dreta del Rin i en especial la població de Weil am Rhein, les tropes franceses renunciaren al seu objectiu principal de campanya i es retiraren de nou cap a l'interior de França.

## Homenatges
Al cim de la muntanya de Tüllinge existeix una làpida amb l'efígie del Marcgravi de Baden-Baden.